# Alevonota gracilenta

Alevonota gracilenta (лат.) — вид коротконадкрылых жуков из подсемейства Aleocharinae. Голарктика.

## Распространение
Палеарктика и Неарктика. Встречается, в том числе, в провинциях Нью-Брансуик, Онтарио (Канада) и на Аляске (США).

## Описание
Мелкие коротконадкрылые жуки, длина тела около 3 мм. Этот вид был найден в лиственных лесах, в смешанном лесу, и в лесах из старой белой сосны (Pinus strobus). На юге Онтарио, некоторые особи были пойманы в ловушки вблизи сельскохозяйственных полей (Brunke и др. 2012). В западной части Палеарктики, большинство образцов были собраны в пассивных ловушках в лесных местообитаниях, но истинная среда обитания остается неизвестной (Assing and Wunderle, 2008).
Вид был впервые описан 1839 году немецким энтомологом Вильгельмом Фердинандом Эрихсоном (Erichson, 1839), а его валидный статус подтверждён в ходе ревизии в 2016 году канадскими энтомологами Яном Климашевским (Jan Klimaszewski; Laurentian Forestry Centre, Онтарио, Канада) и Реджинальдом Вебстером (Reginald P. Webster).